# Ctonia (figlia di Eretteo)
Ctonia (in greco antico: Χθονία?, Chthonía) è un personaggio della mitologia greca, figlia di Eretteo re di Atene e di Prassitea fu data in sposa a suo zio Bute. 
Ctonia aveva diverse sorelle, tra cui Creusa, Orizia e Procri.

## Mitologia
Il padre, Eretteo, era in guerra cogli Eleusini. Suo nemico era Eumolpo, figlio di Poseidone e capo degli Eleusini.
Eretteo apprese dall'oracolo di Delfi che per conseguire la vittoria avrebbe dovuto sacrificare una delle sue figlie e decise di sacrificare Ctonia, ma nel momento del sacrificio anche le sue sorelle si uccisero gettandosi da una scogliera, poiché, segretamente, avevano fatto voto di morire tutte insieme. Solo Orizia, rapita nel frattempo da Borea, rimase all'oscuro della morte di Ctonia e dunque non si suicidò.
Il lessico Suda aggiunge a Ctonia altre due sorelle (Protogenia e Pandora) e afferma che furono solo loro due a suicidarsi e questo dà senso al fatto che le altre tre sorelle siano sopravvissute: Orizia fu rapita da Borea, Procri sposò Cefalo e Creusa era ancora infante al momento della guerra.
Va infine considerato che se Ctonia fu data in sposa a Bute, forse non fu sacrificata nemmeno lei; d'altra parte è riportato che fu sacrificata la più giovane delle figlie senza specificarne il nome.
Secondo un'altra versione, fu lei stessa a togliersi la vita, rispettando un giuramento che aveva fatto alle sorelle.